# Witali Grossmann
Witali Grossmann (russisch Виталий Гроссман; * 5. Januar 1963 in Solikamsk, Russische SFSR; † 20. Februar 2005 in Freiburg im Breisgau) war ein deutsch-kasachischer Eishockeyspieler, der vor allem als Flügelstürmer spielte.
Grossmann spielte zunächst für Ischstal Ischewsk in Udmurtien, wechselte 1991 nach Deutschland und spielte drei Jahre in der 2. Bundesliga für den EC Ratingen. Danach spielte er zwei Jahre bei den Kassel Huskies in der DEL und 1996 wechselte er zu den Freiburger Wölfen. Für diese absolvierte er bis zu seinem Karriereende 2001 249 Spiele (107 Tore/123 Assists).
Witali Grossmann wurde am 21. Februar 2005 tot in seiner Wohnung in Freiburg aufgefunden. Er starb wahrscheinlich durch Suizid.

## Karrierestatistik
Erläuterungen: UdSSR I: 1. Liga der Sowjetunion, 1.LS: 1. Liga Süd, "Hacker-Pschorr-Liga",zweithöchste Liga Deutschlands 1997/98, BL*: "Bundesliga", 1998/99 die zweithöchste Liga Deutschlands
(Legende zur Spielerstatistik: Sp oder GP = absolvierte Spiele; T oder G = erzielte Tore; V oder A = erzielte Assists; Pkt oder Pts = erzielte Scorerpunkte; SM oder PIM = erhaltene Strafminuten; +/− = Plus/Minus-Bilanz; PP = erzielte Überzahltore; SH = erzielte Unterzahltore; GW = erzielte Siegtore; 1 Play-downs/Relegation; Kursiv: Statistik nicht vollständig)